# マイホームみらの
『マイホームみらの』は、集英社発行の漫画雑誌『週刊ヤングジャンプ』に連載されていた漫画作品。作者は桜木雪弥。全15巻。

## 概要
家政婦、富良田みらのは、仕事先の菊地家で大学受験を控えた高校生、直人と出会う。直人は最初みらののことを毛嫌いしていたが、みらのの優しさにふれ、次第にみらのに恋心を抱くようになる。しかし、次第に恋敵の山本や、その妹ナオミの邪魔をうけるようになる。

## 主な登場人物
富良田みらの（ふらだ みらの）
主人公にしてヒロイン。名前は、ファッションブランドのプラダ・ミラノからとっている。初登場時は20歳。菊地家で家政婦として働くことになるが、まだ新米であり、時に変な失敗をしてしまうことも多い。スタイルも性格も申し分ないため、様々な方面より恋愛のアプローチがかかるので、直人はそれを止めるのに躍起になっていた。
車の運転免許を所持しているがペーパードライバーである。ゴキブリは平気だが蜘蛛が苦手。
菊地直人（きくち なおと）
もう一人の主人公。みらのが家政婦として最初にやってきた菊池家の長男。母は蒸発、父親も海外での仕事が忙しいため（みらのは直人の父の依頼で菊地家にやってきた）、弟の春太郎（しゅんたろう）と二人で暮らしている。初期設定は、高校二年生、身長170cm。山本忍に負けたくない一心でT大合格を目指す受験生となる。母のことがあったため女嫌いで性格も非常に短気なため、最初はみらののことをなかなか受け入れられなかったが、次第にみらのに心を開き、恋心を抱くようになった。上記のようないわゆる素直になれないお子様的な性格を持ち、またスポーツもあまり得意でないようだが（陸上部幽霊部員、テニスはきちんと打ち返せない、スキーもボーゲンがやっとなどの描写がある）、反面学力は高い。具体的な高校名は不明だが、作者が埼玉県在住、県トップの男子校に通っていることから、1学年上のナオミに勉強を教えることもあった。受験の結果は現役時は全滅、一浪時に集英大学に合格（T大はアクシデントにより受験できない科目があったため不合格）、その後いわゆる仮面浪人をしながらT大農学部を受験し合格する。現役〜一浪時は文系だったが、最終的に理転し、夢を叶えるための第一歩を歩みだす。
山本奈央美（やまもと　なおみ）
天真爛漫なスーパー女子高生。みらのや直人に厳しく接することもあった。しかし、彼女のおかげで直人がみらののことが好きだと再確認することができた。高校卒業後は、まだ遊びたいという理由で大学に進学する。
最終話では彼女の出生に重大な秘密が隠されていたことがわかる。同作者の漫画『ヤスミンのDANCE!』にも登場する。
山本忍（やまもと　しのぶ）
ナオミの兄。身長184cm、K大生。いわゆるイケメンであり、多くの女性に求愛される。みらのに想いを寄せていて、直人の前にたびたびたちはだかる。みらのとは高校の同級生。最終的に忍に想いを寄せる身近な女性と結ばれる。
加留千枝 (かる ちえ)
山本家の家政婦。初登場時22歳。貧血気味でよく倒れる。
菊地春太郎 (きくち　しゅんたろう)
直人の年の離れた弟。幼児だが女の子が好き。
川本千弥子 (かわもと　ちやこ)
奈央美のいとこ。愛称はチャコ。スターになる事を夢見ている。
加原智巳 (かはら　ともみ)
高校の文化祭で直人と知り合う。ある事がキッカケで直人に片思いする。実家は極道。小柄だが巨乳。当初は自分の名前にコンプレックスを持っていた。